# Placopyrenium arbogense
Placopyrenium arbogense är en lavart som först beskrevs av Miroslav Servít, och fick sitt nu gällande namn av Rolf Santesson. Placopyrenium arbogense ingår i släktet Placopyrenium, och familjen Verrucariaceae. Arten är reproducerande i Sverige.